# 5'-구아닐릴 이미도이인산
5'-구아닐릴 이미도이인산(영어: 5'-guanylyl imidodiphosphate)은 퓨린 뉴클레오타이드이다. 5'-구아닐릴 이미도이인산은 인산 결합 사이의 산소 원자 중 하나가 아민으로 대체되어, 비가수분해성 작용기를 가지는 구아노신 삼인산(GTP)의 유사체이다. 5'-구아닐릴 이미도이인산은 Mg2+의 존재하에 G 단백질에 단단히 결합한다. 5'-구아닐릴 이미도이인산은 아데닐산 고리화효소의 강력한 자극제이다. 5'-구아닐릴 이미도이인산은 종종 단백질 합성 연구에 사용된다.

## 같이 보기
- 구아노신 삼인산 (GTP)